# Елена од Авалора
Елена од Авалора (енгл. Elena of Avalor) је америчка цртана серија премијерно емитована од 22. јула 2016. на Дизни каналу. Серија је о латино принцези, Елени и њеној породици, серија се дешава у истом времену као и серија Софија Прва која се емитује на Дизни џуниор каналу.
У Србији се серија приказује од 2016. године на каналу Disney Channel и касније на каналу Disney Junior, синхронизована на енглески језик. Од 2020. године ће бити доступна на стриминг услузи HBO Go, синхронизована на српски језик. Синхронизацију ради студио Студио, а продукцију Ливада продукција.

## Радња
Тинејџерка принцеза Елена Кастиљо Флорес је спасила своје краљевство од зле вештице и сада мора научити како бити добра принцеза. Еленине авантуре ће јој помоћи да научи како бити пажљива, искрена и амбициозна, способности које само прави краљеви и краљице имају. Пошто Елена има само шеснаест година, она ће морати да учи од својих деде и бабе, старијег рођака канцелара Естебана и нове другарице Науми Тарнер. Елена ће се такође угледати на своју млађу сестру Изабел, чаробњака Матеа и краљевског стражара Гејба.

## Епизоде
| Сезона | Сезона | Епизоде | Епизоде | Оригинално емитовање | Оригинално емитовање |
| Сезона | Сезона | Епизоде | Епизоде | Премијера            | Финале               |
| ------ | ------ | ------- | ------- | -------------------- | -------------------- |
|        | 1.     | 25      | 25      | 22. јул 2016.        | 1. октобар 2017.     |
|        | 2.     | 24      | 24      | 14. октобар 2017.    | 1. јун 2019.         |
|        | 3.     | 28      | 28      | 7. октобар 2019.     | н. п.                |